# Лабораторний провулок (Київ)
Лаборато́рний прову́лок — провулок у Печерському районі міста Києва, місцевість Черепанова гора. Простягається від вулиці Василя Тютюнника до воріт Головного військового госпіталю.
Прилучається Літня вулиця.

## Історія
Провулок виник наприкінці XIX століття під сучасною назвою.

## Установи та заклади
- № 1 (Інститут прикладних проблем екології, геофізики та геохімії; Український інститут лінгвістики та менеджменту);
- № 7а (Українська асоціація футболу; Навчально-тренувальний комплекс імені Віктора Баннікова; Державна школа вищої спортивної майстерності; Навчально-спортивна база «Атлет»);
- № 12 — БЦ «Лабораторний», у якому розміщується холдинг Метінвест.
- № 14, 16, 18, 20 (Міська клінічна лікарня № 17);
- № 24 (Центр культурного розвитку дітей, юнацтва та молоді «Арт»).

## Культові споруди
На території міської клінічної лікарні № 17 розташований лікарняний храм святителя Миколая Мірлікійського (Українська православна церква (Московський патріархат), благочиніє західного округу). Храм знаходиться у перебудованому приміщенні прохідної. Перша літургія відбулася 19 грудня 2000 року.

## Природні пам'ятки
На території міської клінічної лікарні № 17 (Лабораторний провулок, 18) росте ясен, вік якого більш ніж 150 років, обсяг 3,6 м, висота 20 м, визнаний пам'яткою природи місцевого значення.

## Забудова
Частина забудови — це споруди лікарні № 17 кінця XIX — початку XX ст., решта — здебільшого житлові будинки 1950–2010-х рр.
19–20 грудня 2011 р. було зруйновано 2-поверховий будинок № 12 лікувального призначення початку XX ст., споруджений на місці більш давніх госпітальних бараків. Первісно належав до військового госпіталю, пізніше тут розташовувалася дитяча клінічна лікарня. На місці будівлі споруджено 4-поверховий офісний центр.

## Зображення

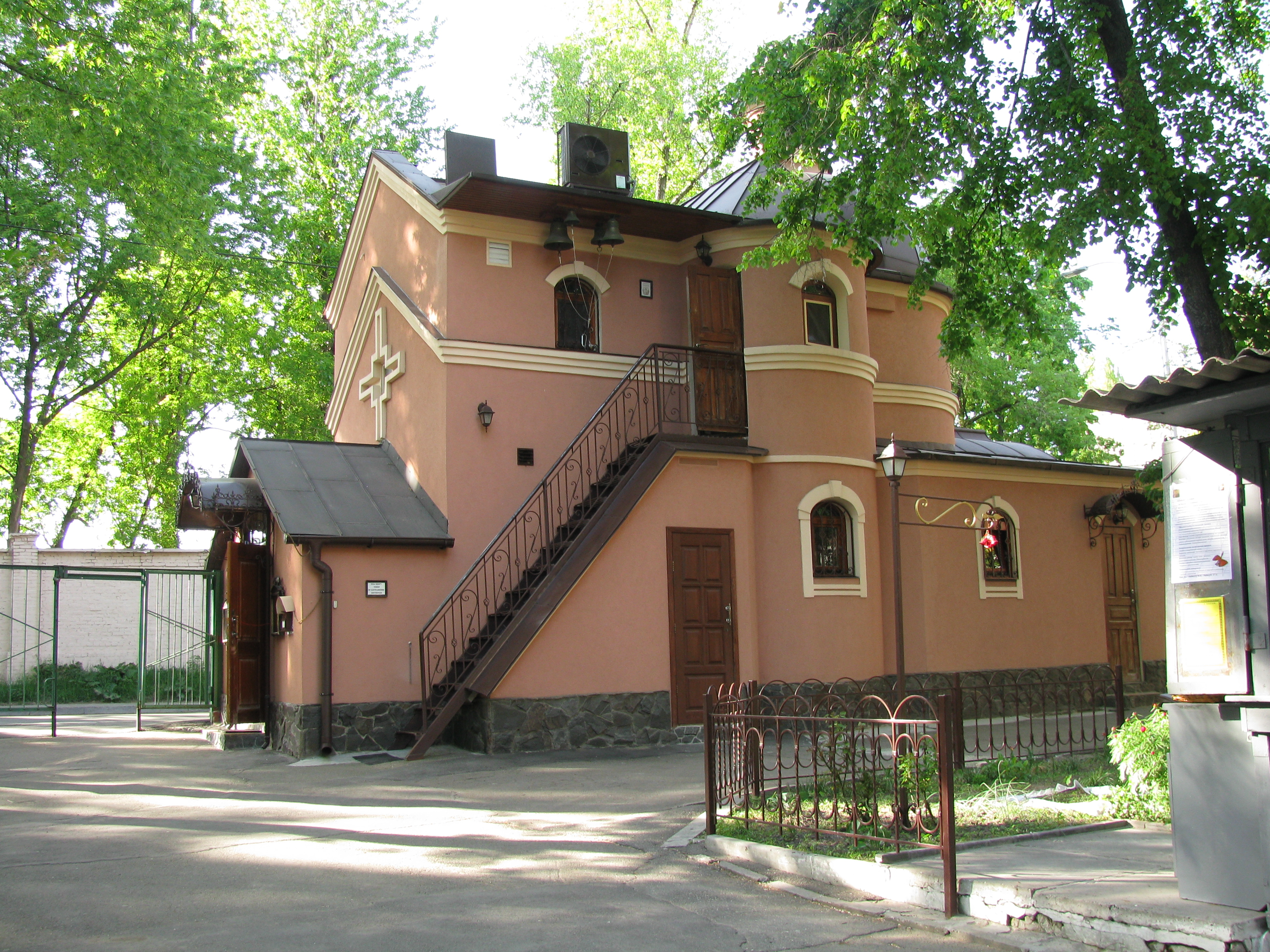
Лікарняний храм святителя Миколая Мірлікійського
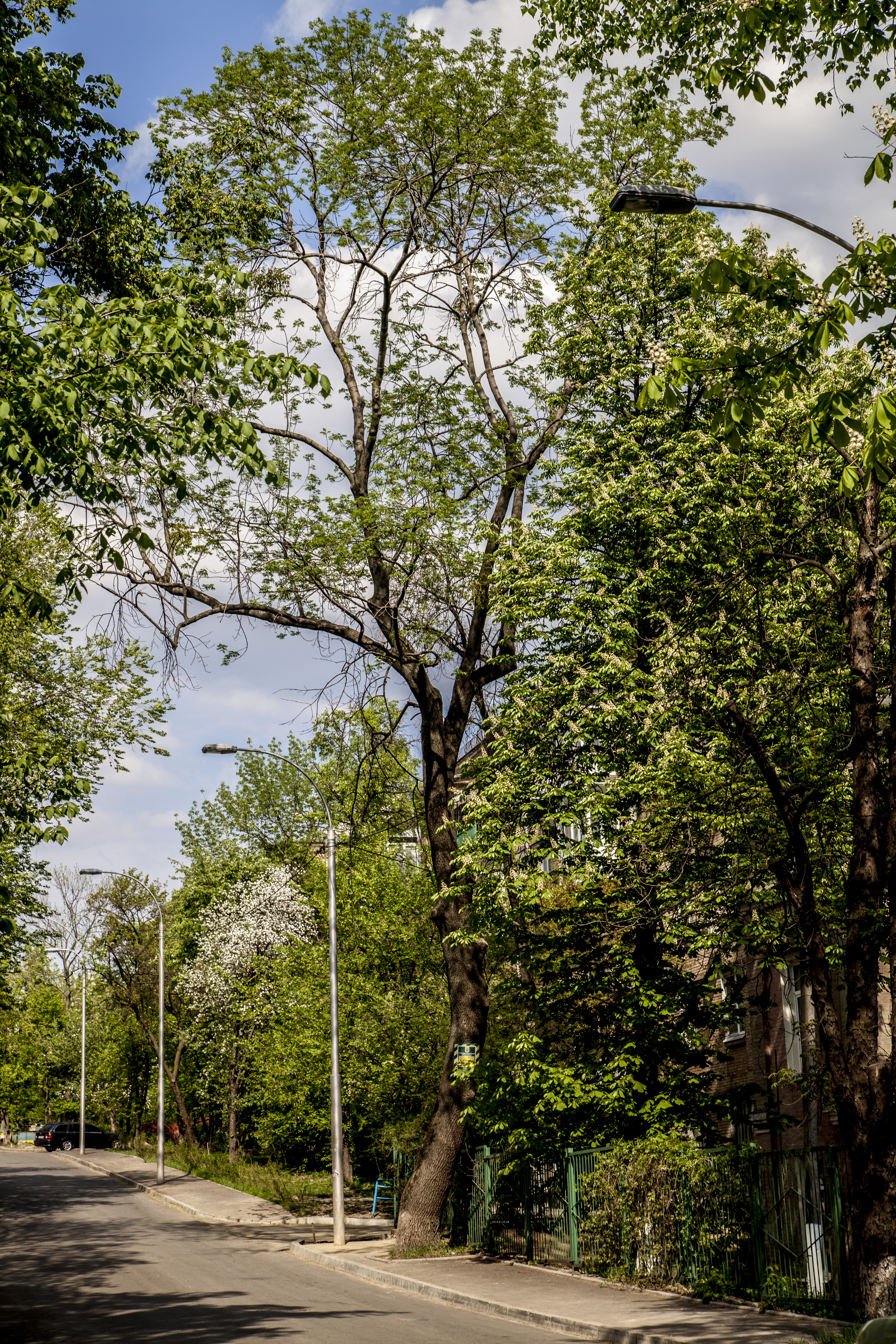
Віковий ясен у провулку Лабораторному
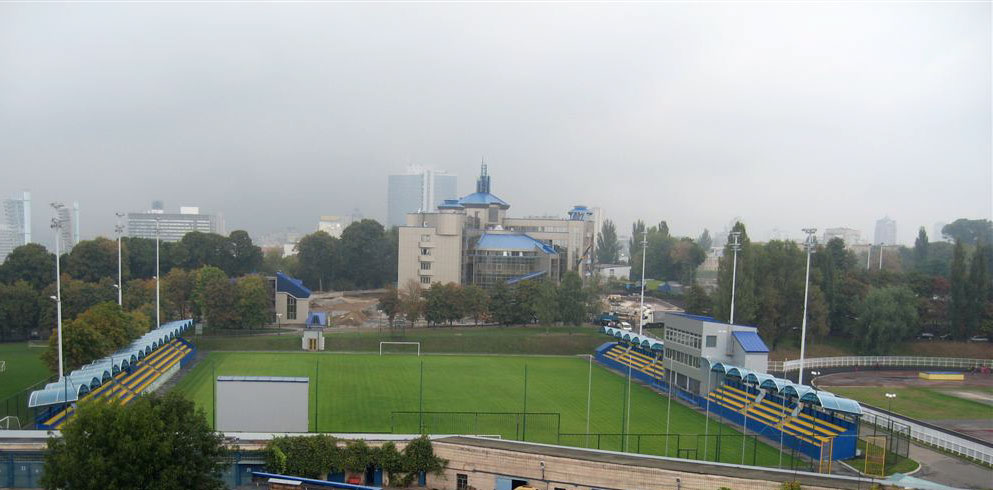
НТК імені Віктора Баннікова